# Copa Mundial de Fútbol de 1934
La Copa Mundial de la FIFA Italia 1934 fue la segunda edición del Campeonato Mundial de Fútbol masculino organizado por la FIFA. Tuvo lugar en Italia entre el 27 de mayo y el 10 de junio de 1934. Después del éxito de la edición de 1930 en Uruguay, esta fue la primera vez que el campeonato se celebraba en un país de Europa.
Debido al número de federaciones interesadas en participar, la FIFA estableció una fase de clasificación para cubrir las 16 plazas disponibles, en la que incluso Italia participó a pesar de ser el anfitrión. Uruguay, ganadora en 1930, se negó a participar porque Italia no quiso acudir a su Mundial, siendo hasta la fecha el único campeón que no ha querido defender su título. De hecho, solo participaron cuatro Estados no europeos: Argentina, Brasil, Estados Unidos y Egipto, primer país de África que tomaba parte. En total, diez países debutaron en la competición.
La organización eliminó la fase de grupos y cambió el formato por una fase de eliminación directa a partido único, algo que solo se repetiría en la edición de 1938. En caso de empate se jugaría una prórroga de 30 minutos y, si el resultado seguía igual, debía disputarse un encuentro de desempate al día siguiente. La final entre Italia y Checoslovaquia, celebrada en el Estadio Nacional del Partido Nacional Fascista, finalizó con victoria de los anfitriones por 2-1 y ha sido la primera que necesitó de un tiempo suplementario para resolverse.
Al margen de lo deportivo, la Copa Mundial de 1934 fue utilizada por el dictador Benito Mussolini desde un punto de vista propagandístico y nacionalista, con el objetivo de vender al exterior los logros e ideales del fascismo italiano. La selección transalpina, presionada para conseguir el título, ha sido acusada de gozar de arbitrajes favorables durante este torneo.

## Antecedentes

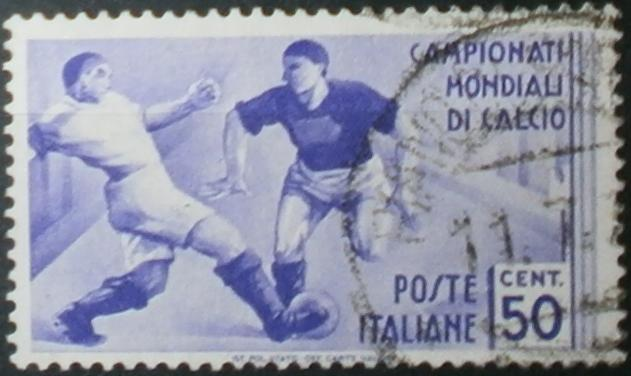
Sello postal italiano que conmemora la Copa Mundial de Fútbol de 1934

El éxito de la Copa Mundial de Fútbol de 1930 motivó a la FIFA para celebrar una segunda edición cuatro años después, tal y como se acordó en los diferentes congresos del organismo. Dado que Uruguay albergó el campeonato inaugural, se aceptó que un Estado europeo acogiese la de 1934.
En el XXI Congreso de la FIFA, celebrado en octubre de 1932 en Estocolmo, el Comité Ejecutivo anunció que la Copa Mundial de 1934 tendría lugar en Italia. Antes de llegar a esa decisión hubo un intenso debate. Se sabe que Suecia quería presentar una candidatura, pero acabaron retirándola porque Italia tenía un proyecto más avanzado. Por otra parte, Alemania había solicitado a la FIFA que el fútbol regresara a los Juegos Olímpicos de Berlín 1936 tras su ausencia cuatro años atrás. La prueba volvió a celebrarse pero solo con jugadores amateur, quedando la Copa Mundial como el torneo profesional por excelencia.
Detrás de la propuesta de la Federación Italiana de Fútbol estaba el Gobierno del dictador Benito Mussolini, quien utilizó el evento desde un punto de vista propagandístico y nacionalista para unificar el país. Una vez le fue otorgado, Mussolini presionó a los cargos directivos del deporte nacional, al seleccionador Vittorio Pozzo y a sus futbolistas para que conquistaran el título, como más tarde acabaron reconociendo algunos de ellos. Italia quería asegurarse el éxito en su Mundial incluso antes de su concesión, cuando en 1931 autorizó la llegada de sudamericanos con ascendencia italiana (oriundi), como los argentinos Luis Monti, Attilio Demaría, Enrique Guaita y Raimundo Orsi o el brasileño Anfilogino Guarisi, que después fueron nacionalizados. El comité organizador tampoco escatimó en gastos, al asignar un presupuesto de 3,5 millones de liras y hasta ocho sedes con estadios nuevos o reformados para la ocasión: Bolonia, Florencia, Génova, Milán, Nápoles, Roma (sede de la final), Turín y Trieste.

## Equipos participantes
El comité organizador envió invitaciones a las federaciones de Europa, América, África y Asia para llenar los 16 cupos disponibles. Al llegar al 28 de febrero de 1933, fecha límite de inscripción, se habían apuntado un total de 32 países. Por esta razón, se estableció por primera vez una fase clasificatoria entre todas las selecciones. Los diferentes grupos se establecieron por proximidad geográfica para ahorrar costes.
Todas las selecciones estaban obligadas a participar en la fase clasificatoria, incluyendo al país organizador. Italia disputó una eliminatoria a doble partido contra Grecia, aunque no tuvo problemas para pasar: luego de derrotar a los helenos por 4-0 en Milán, ambos países llegaron a un acuerdo y la vuelta nunca se celebró. Además se clasificaron otros 11 países europeos: Alemania, Austria, Bélgica, Checoslovaquia, España, Francia, Hungría, Países Bajos, Rumanía, Suecia y Suiza.
Las cuatro asociaciones del Reino Unido —Inglaterra, Escocia, Gales e Irlanda del Norte—, en aquella época enfrentadas con la FIFA, rechazaron participar en la Copa Mundial y siguieron con su campeonato propio, el British Home Championship.
Los únicos representantes de Sudamérica fueron Argentina y Brasil, quienes no disputaron ningún partido por la retirada de sus rivales. Los argentinos estuvieron a punto de no viajar porque renunciaron en primera instancia. Su rival de eliminatoria, Chile, podía haber acudido directamente, pero tampoco quiso participar. Al haber una plaza vacante, la Asociación Argentina de Football (Amateurs y Profesionales) rectificó su decisión. Con todo, los clubes profesionales de la recién creada Liga Argentina de Football se negaron a ceder a sus profesionales y la albiceleste viajó a Europa con un plantel completamente amateur. Sin embargo, la ausencia más notable fue la de Uruguay, vigente campeona, en protesta porque Italia había rechazado su invitación para el Mundial de 1930. Los uruguayos son los únicos campeones mundiales que no han podido defender su título.
En las eliminatorias de África y Asia, Egipto obtuvo la clasificación luego de derrotar en ida y vuelta a una selección de Palestina formada por nueve británicos, seis judíos y un solo árabe. La última plaza que decidiría al representante de Norteamérica, entre Estados Unidos y México, se jugó en la capital italiana el 24 de mayo de 1934, tan solo tres días antes de la inauguración, y concluyó con victoria estadounidense por 4-2.
| Equipos participantes | Equipos participantes | Equipos participantes | Equipos participantes |
| --------------------- | --------------------- | --------------------- | --------------------- |
| Alemania              | Brasil                | Estados Unidos        | Países Bajos          |
| Argentina             | Checoslovaquia        | Francia               | Rumania               |
| Austria               | Egipto                | Hungría               | Suecia                |
| Bélgica               | España                | Italia                | Suiza                 |

## Organización

### Formato de competición

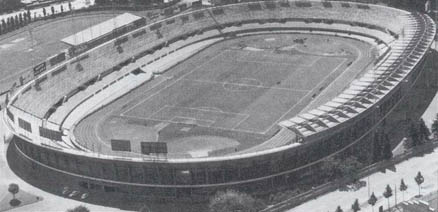
El Estadio Benito Mussolini (actual Olímpico de Turín) fue construido para la ocasión

La II Copa Mundial se celebró entre el 27 de mayo y el 10 de junio de 1934, poco tiempo después de finalizar las ligas europeas. Por primera vez en la historia del torneo se usó un sistema de eliminación directa a partido único. Para resolver los empates en el tiempo reglamentario se jugaba una prórroga de 30 minutos. Y si el marcador seguía igualado, se debía disputar un partido de desempate al día siguiente. Todos los partidos de cada fase se disputaban el mismo día, en sedes diferentes.
Para configurar las eliminatorias, el comité organizador estableció unos «cabezas de serie» que no se enfrentarían entre sí en los octavos de final. De este modo, se quería asegurar que las selecciones más fuertes llegaran hasta el final. El último participante confirmado, Estados Unidos, se conoció tan solo tres días antes de la inauguración.

### Sedes
El comité organizador contaba con estadios de reciente construcción como el Estadio Nacional del Partido Nacional Fascista (remodelado en 1927), el Estadio de San Siro (1926), el Estadio Littoriale de Bolonia (1927) y el Estadio Giovanni Berta de Florencia (1931). El Estadio Nacional de Roma, sede de la gran final, y el Estadio Luigi Ferraris fueron remodelados para la ocasión.
Con motivo del evento se construyeron tres instalaciones más. La más moderna fue el Estadio Benito Mussolini de Turín, llamado así en honor al líder fascista, cuyas obras comenzaron en septiembre de 1932 y no concluyeron hasta mayo de 1933. Originalmente planificado para 65 000 espectadores, sobre el césped se construyó una pista de atletismo para que pudiese albergar más competiciones. Cuando Mussolini perdió el poder, fue rebautizado «Comunale». El Estadio Littorio de Trieste abrió sus puertas el 29 de septiembre de 1932, mientras que el Giorgio Ascarelli de Nápoles no se inauguró hasta el 27 de mayo de 1934, ya en plena Copa, en el partido entre Egipto y Hungría.
En la actualidad solo permanecen abiertos los estadios de Milán, Florencia, Génova y Turín. El campo de Nápoles quedó destruido por los bombardeos de los aliados en 1942, y el resto fueron reemplazados por otras instalaciones.
| Roma                                   | Bolonia                                    | Bologna Florencia Génova Milán Napoles Roma Trieste Turín | Florencia                                | Génova                                    |
| Stadio Nazionale PNF Capacidad: 40 000 | Stadio del Littoriale Capacidad: 38 000    | Bologna Florencia Génova Milán Napoles Roma Trieste Turín | Estadio Giovanni Berta Capacidad: 40 000 | Stadio Luigi Ferraris Capacidad: 35 000   |
|                                        |                                            | Bologna Florencia Génova Milán Napoles Roma Trieste Turín |                                          |                                           |
| Milán                                  | Nápoles                                    | Bologna Florencia Génova Milán Napoles Roma Trieste Turín | Trieste                                  | Turín                                     |
| Stadio San Siro Capacidad: 35 000      | Stadio Giorgio Ascarelli Capacidad: 40 400 | Bologna Florencia Génova Milán Napoles Roma Trieste Turín | Stadio del Littorio Capacidad: 25 000    | Stadio Benito Mussolini Capacidad: 40 000 |
|                                        |                                            | Bologna Florencia Génova Milán Napoles Roma Trieste Turín |                                          |                                           |

## Desarrollo

### Octavos de final

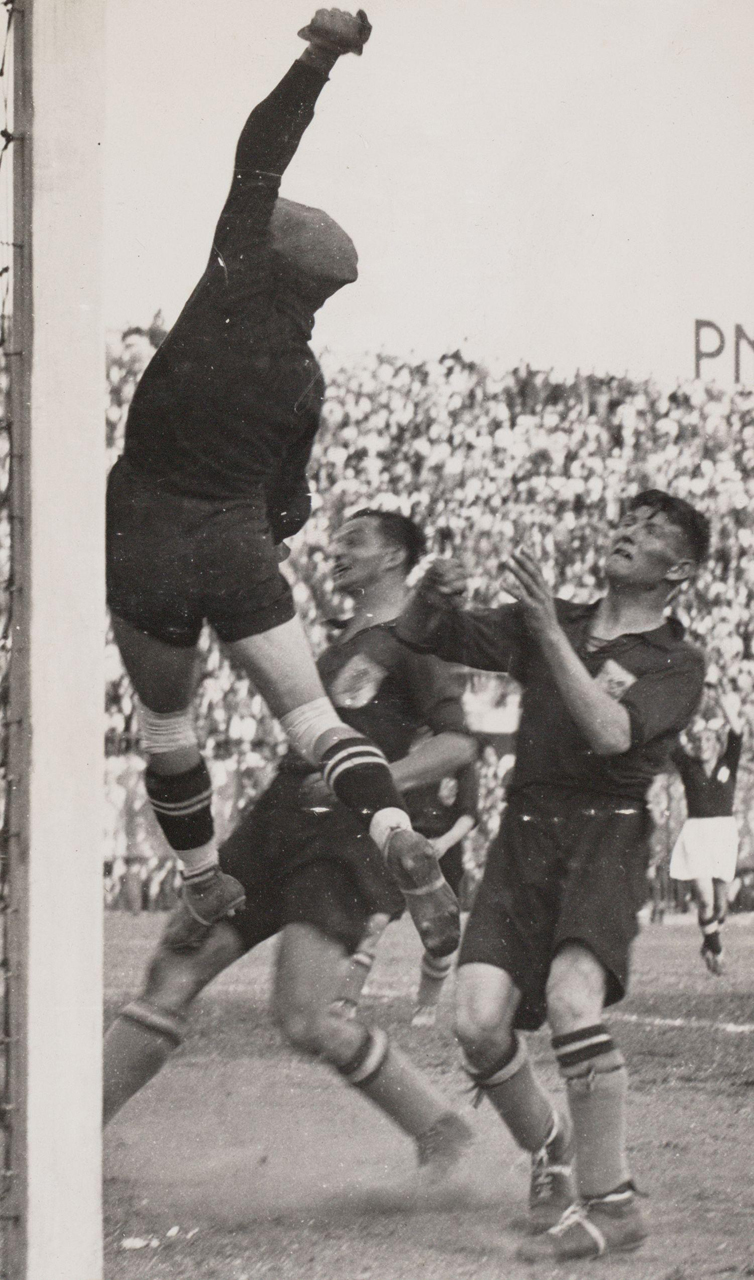
Lance de la eliminatoria entre Suiza y Países Bajos

La Copa Mundial de Fútbol de 1934 no tuvo un partido inaugural propiamente dicho, pues los octavos de final se disputaron el mismo día (27 de mayo) y a la misma hora (16:30 UTC +1). Italia debutó en el Estadio Nacional de Roma ante Estados Unidos, aún agotada por su encuentro clasificatorio contra México tres días antes y con un combinado de jugadores amateur. Los italianos se deshicieron de su rival sin apuros, con un contundente 7-1. El equipo transalpino estaba formado en su mayoría por gente de la Juventus de Turín, pero la estrella de ese choque con una tripleta fue Angelo Schiavio, del Bolonia F. C.
Además de Italia, los países con más opciones eran los de Europa Central. La selección de Austria, dirigida por Hugo Meisl, solo había perdido dos partidos desde 1931 y se la conocía como el Wunderteam, tanto por su estilo de juego ofensivo como por sus talentosos futbolistas, entre los que destacaba el goleador Matthias Sindelar. Si bien su rival Francia llegó a ponerse por delante, Sindelar anotó el empate y se llegó a una prórroga en que los austriacos se impusieron por 3-2. La otra favorita era Checoslovaquia, también con más apuros de los esperados. En su enfrentamiento contra Rumanía tuvieron que remontar con goles de Antonín Puč y Oldřich Nejedlý (2-1). Hungría necesitó cuatro tantos para doblegar a una competitiva Egipto (4-2). Y Suiza se clasificó sin apuros ante Países Bajos (3-2) con doblete del delantero Leopold Kielholz, conocido por sus gafas para jugar.
Ninguno de los dos equipos sudamericanos pudo pasar de ronda, pese a que ambos eran cabezas de serie. Argentina viajó a Italia con un combinado amateur, en el que solo dos hombres (Devincenzi y Arcadio López) habían tenido experiencia internacional, y no fue capaz de doblegar a Suecia, un contrincante que tampoco jugaba con profesionales. En un encuentro muy disputado, los escandinavos terminaron venciendo por 3-2. La mayor sorpresa fue la eliminación de Brasil a manos de España. Los españoles desempeñaron un buen nivel de juego y al terminar la primera parte iban ganando 3-0, con goles de José Iraragorri e Isidro Lángara. Y aunque la estrella brasileña Leônidas da Silva recortó distancias en la reanudación, no fue suficiente para evitar la derrota por 3-1. Además, el portero Ricardo Zamora se convirtió en el primero que detuvo un penalti en la historia del torneo. De este modo, todos los clasificados para cuartos de final fueron europeos.

### Cuartos de final
El duelo más emocionante de esta fase fue el que enfrentó a Italia y España en el Estadio Giovanni Berta de Florencia. En un partido extremadamente duro y físico, el interior derecho Luis Regueiro marcó pasada la media hora y el delantero transalpino Giovanni Ferrari igualó antes del descanso. La prórroga no resolvió el marcador y con 1-1 fue necesario desempatar al día siguiente, el 1 de junio. Siete de los once titulares españoles se perdieron ese encuentro por lesión o cansancio, entre ellos Ricardo Zamora, con dos costillas rotas. Al final Italia se impuso por la mínima con gol del delantero Giuseppe Meazza. Los españoles reclamaron falta sobre el portero en el tanto de Meazza y presentaron una queja porque el árbitro, René Mercet, anuló dos goles a Regueiro y Quincoces. La polémica no evitó el pase de Italia a semifinales. Por otro lado, los azzurri protestaron por un penal no otorgado por una falta sobre Angelo Schiavio.
El resto de choques se resolvieron en el tiempo reglamentario. El rival italiano en semifinales sería Austria, que se deshizo de Hungría por 2-1. Johann Horvarth y Karl Zischek adelantaron al Wunderteam y György Sárosi recortó distancias desde el punto de penalti; pero los magiares quedaron en inferioridad numérica por las lesiones, porque en aquella época no se permitían los cambios. En Milán, Alemania derrotó a Suecia por 2-1 con más dificultades de las esperadas; no fue hasta la segunda parte cuando Karl Hohmann marcó dos goles en tres minutos, decisivos para decantar la situación. Y finalmente Checoslovaquia necesitó remontar a una convincente Suiza para eliminarla por 3-2, en el Estadio Benito Mussolini de Turín.

### Semifinales
La primera semifinal entre Italia y Austria, celebrada en el Estadio San Siro de Milán, se saldó con victoria por la mínima de los transalpinos (1-0). Austria llegaba con una buena racha deportiva y, pese a tener más problemas de los previstos, llegó hasta semifinales con opciones de título. Sin embargo, Hugo Meisl no podía contar con su organizador Johann Horvath por lesión y declaró a su amigo, el seleccionador italiano Vittorio Pozzo, que «no tenemos ninguna opción». La azzurra marcó a los nueve minutos por mediación de Enrique Guaita, en un tanto polémico porque los austriacos reclamaron falta sobre su portero Peter Platzer. En un juego muy igualado, los anfitriones aguantaron en defensa y se clasificaron para la final de su Copa Mundial.
El otro juego, entre Checoslovaquia y Alemania en el Estadio Nacional de Roma, se resolvió con triunfo checoslovaco por 3-1. La estrella que se deshizo de los zagueros germanos fue el delantero checoslovaco Oldřich Nejedlý, autor de una tripleta que le coronó máximo goleador de la competición. Los alemanes no pudieron hacer nada frente a la superioridad técnica de Checoslovaquia, y el guardameta František Plánička atajó las pocas ocasiones que estos pudieron conseguir.

### Tercer lugar
La Copa Mundial de 1934 fue la primera en que se disputó un partido por el tercer lugar, el que enfrentó a las selecciones de Alemania y Austria. El encuentro se disputó en el Estadio Giorgio Ascarelli de Nápoles el 7 de junio, tres días antes de la final. La estrella austríaca Matthias Sindelar no figuró en el once titular, aunque la columna vertebral del Wunderteam se mantuvo. Los germanos dominaron desde el primer minuto y, gracias a los goles de Ernst Lehner y Edmund Conen, llegaron 3-1 al descanso. A pesar del gol de Karl Sesta para recortar distancias, Alemania se proclamó vencedora de la final de consolación.

### Final

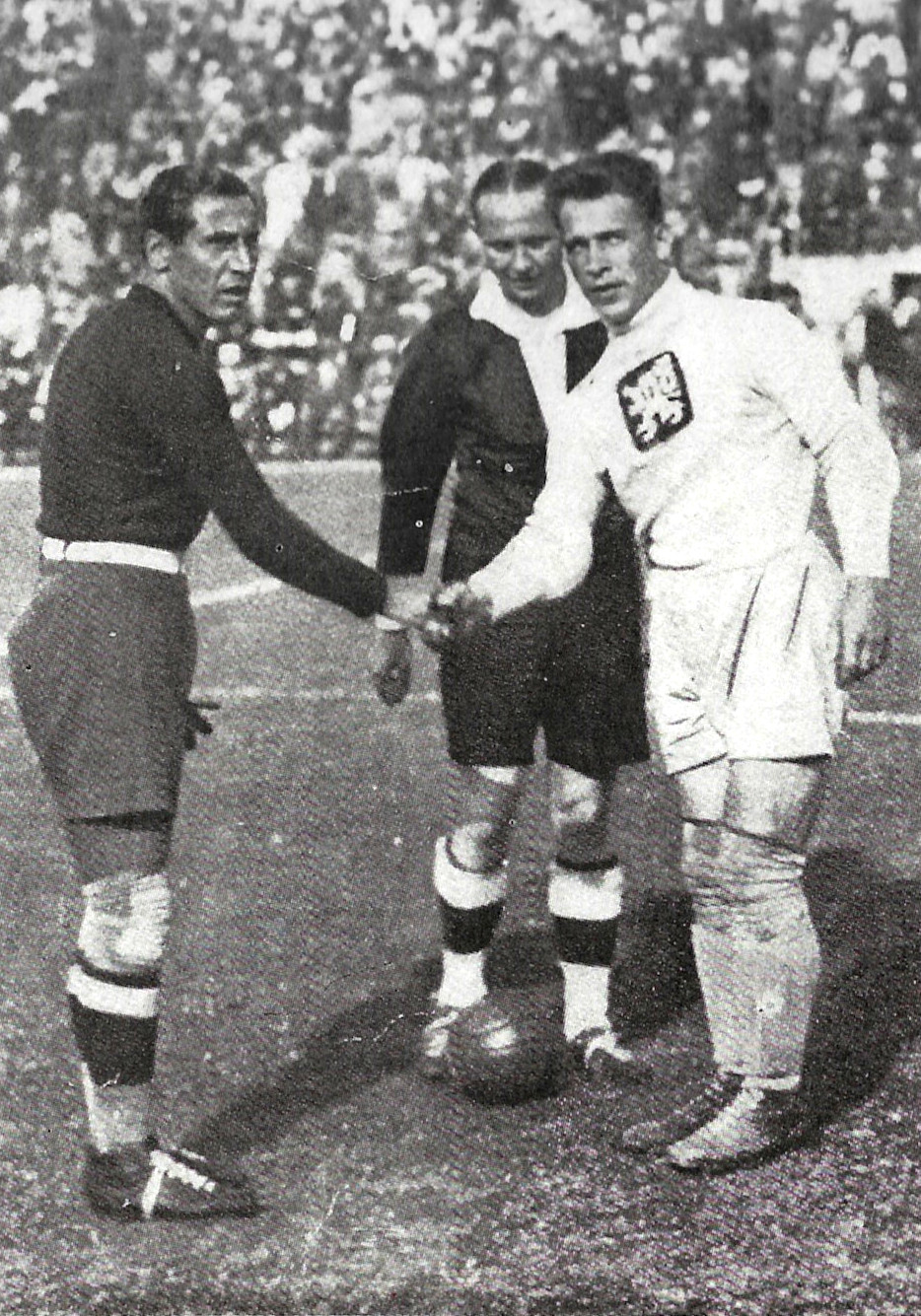
Los capitanes Gianpiero Combi (Italia) y František Plánička (Checoslovaquia) se dan la mano ante la mirada del colegiado Ivan Eklind

La final de la Copa Mundial entre Italia y Checoslovaquia se disputó en Roma el 10 de junio de 1934, a las 17:30 horas, con más de 50 000 espectadores que llenaron el Estadio Nacional del Partido Nacional Fascista bajo un intenso calor. Italia partía como favorita por su papel de organizador y por las innovaciones del entrenador Vittorio Pozzo, quien introdujo las concentraciones de preparación (ritiro), el sistema defensivo con posición piramidal y un juego físico. Sin embargo, la prensa nacional era consciente de que los checoslovacos tenían muchas opciones gracias al guardameta Plánička y su temible línea de ataque. El presidente Benito Mussolini, obsesionado con el éxito organizativo y la venta de los logros del fascismo italiano, reunió al seleccionado transalpino antes del pitido inicial y les instó en un discurso a ganar a toda costa. Algunos de los jugadores llegaron a sentirse amenazados por el mensaje. El italoargentino Luis Monti, primer hombre que disputaba dos finales de un Mundial, llegó a declarar años más tarde:

En 1930, en Uruguay, me querían matar si ganaba, y en Italia, cuatro años más tarde, si perdía.[cita requerida]

Benito Mussolini estaba presente en el palco de autoridades con su uniforme militar. Los jugadores italianos, como era costumbre, hicieron el saludo fascista en el centro del campo, mientras que los checoslovacos mantuvieron la formación. La sorpresa llegó cuando el árbitro sueco Ivan Eklind también levantó el brazo, según se conoció más tarde a petición de las autoridades. Después de los himnos, los capitanes Gianpiero Combi y František Plánička se dieron la mano y presenciaron el sorteo de campos.
El juego resultó muy igualado y emocionante. Italia intentó amenazar la portería de Plánička con balones aéreos, incapaces de sorprender al arquero. Por su parte, los checoslovacos no superaron la férrea línea defensiva italiana y se llegó al descanso sin goles en el marcador. A pesar de la cada vez mayor dureza local y la permisividad arbitral, Checoslovaquia dominó la segunda parte y en el minuto 71 se adelantó con un gol de Antonín Puč en jugada personal. La situación se le había complicado al equipo de Pozzo, quien tuvo que hacer variaciones tácticas para superar a los zagueros bohemios. Finalmente, Raimundo Orsi consiguió el empate a nueve minutos del final. Con el contrincante ya agotado, Angelo Schiavio hizo el 2-1 definitivo en el minuto 95 de la prórroga. Italia se proclamó así campeona del mundo por primera vez en su historia.
Roma vivió un ambiente de fiesta tras el pitido final. Las selecciones de Italia, Checoslovaquia y Alemania aparecieron sobre el terreno de juego como las tres primeras clasificadas. Los italianos recibieron en el césped dos títulos: la Copa de la Victoria, de manos de Jules Rimet, y un trofeo entregado por Benito Mussolini, la Coppa del Duce, seis veces más grande que el anterior. Además se llevaron una prima de 20 000 liras por cabeza y fueron nombrados «comendadores al Mérito Deportivo».

## Resultados

### Cuadro de desarrollo

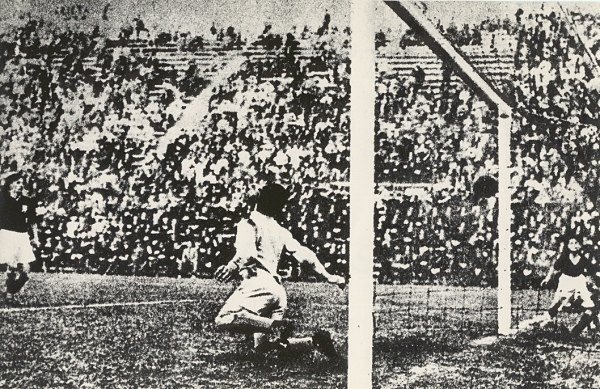
El gol de Schiavio a Plánička dio a Italia su primera Copa Mundial.

|  | Octavos de final       | Octavos de final     |                                    |       | Cuartos de final             | Cuartos de final             |                      |                      | Semifinales | Semifinales |  |  | Final | Final |
|  |                        |                      |                                    |       |                              |                              |                      |                      |             |             |  |  |       |       |
|  | 27 de mayo − Roma      |                      |                                    |       |                              |                              |                      |                      |             |             |  |  |       |       |
|  |                        |                      |                                    |       |                              |                              |                      |                      |             |             |  |  |       |       |
|  | Italia                 | 7                    |                                    |       |                              |                              |                      |                      |             |             |  |  |       |       |
|  | Italia                 | 7                    | 31 de may. y 1 de jun. − Florencia |       |                              |                              |                      |                      |             |             |  |  |       |       |
|  | Estados Unidos         | 1                    |                                    |       |                              |                              |                      |                      |             |             |  |  |       |       |
|  | Estados Unidos         | 1                    | Italia                             | 1 (1) |                              |                              |                      |                      |             |             |  |  |       |       |
|  | 27 de mayo − Génova    |                      | Italia                             | 1 (1) |                              |                              |                      |                      |             |             |  |  |       |       |
|  |                        | España               | 1 (0)                              |       |                              |                              |                      |                      |             |             |  |  |       |       |
|  | España                 | España               | 1 (0)                              | 3     |                              |                              |                      |                      |             |             |  |  |       |       |
|  | España                 |                      | 3 de junio − Milán                 | 3     |                              |                              |                      |                      |             |             |  |  |       |       |
|  | Brasil                 | 1                    |                                    |       |                              |                              |                      |                      |             |             |  |  |       |       |
|  | Brasil                 | 1                    | Italia                             | 1     |                              |                              |                      |                      |             |             |  |  |       |       |
|  | 27 de mayo − Nápoles   |                      | Italia                             | 1     |                              |                              |                      |                      |             |             |  |  |       |       |
|  |                        | Austria              | 0                                  |       |                              |                              |                      |                      |             |             |  |  |       |       |
|  | Hungría                | Austria              | 0                                  | 4     |                              |                              |                      |                      |             |             |  |  |       |       |
|  | Hungría                | 31 de mayo − Bolonia |                                    | 4     |                              |                              |                      |                      |             |             |  |  |       |       |
|  | Egipto                 | 2                    |                                    |       |                              |                              |                      |                      |             |             |  |  |       |       |
|  | Egipto                 | 2                    | Hungría                            | 1     |                              |                              |                      |                      |             |             |  |  |       |       |
|  | 27 de mayo − Turín     |                      | Hungría                            | 1     |                              |                              |                      |                      |             |             |  |  |       |       |
|  |                        | Austria              | 2                                  |       |                              |                              |                      |                      |             |             |  |  |       |       |
|  | Austria (t. s.)        | Austria              | 2                                  | 3     |                              |                              |                      |                      |             |             |  |  |       |       |
|  | Austria (t. s.)        |                      | 10 de junio − Roma                 | 3     |                              |                              |                      |                      |             |             |  |  |       |       |
|  | Francia                | 2                    |                                    |       |                              |                              |                      |                      |             |             |  |  |       |       |
|  | Francia                | 2                    | Italia (t. s.)                     | 2     |                              |                              |                      |                      |             |             |  |  |       |       |
|  | 27 de mayo − Milán     |                      | Italia (t. s.)                     | 2     |                              |                              |                      |                      |             |             |  |  |       |       |
|  |                        | Checoslovaquia       | 1                                  |       |                              |                              |                      |                      |             |             |  |  |       |       |
|  | Suiza                  | Checoslovaquia       | 1                                  | 3     |                              |                              |                      |                      |             |             |  |  |       |       |
|  | Suiza                  | 31 de mayo − Turín   |                                    | 3     |                              |                              |                      |                      |             |             |  |  |       |       |
|  | Países Bajos           | 2                    |                                    |       |                              |                              |                      |                      |             |             |  |  |       |       |
|  | Países Bajos           | 2                    | Suiza                              | 2     |                              |                              |                      |                      |             |             |  |  |       |       |
|  | 27 de mayo − Trieste   |                      | Suiza                              | 2     |                              |                              |                      |                      |             |             |  |  |       |       |
|  |                        | Checoslovaquia       | 3                                  |       |                              |                              |                      |                      |             |             |  |  |       |       |
|  | Checoslovaquia         | Checoslovaquia       | 3                                  | 2     |                              |                              |                      |                      |             |             |  |  |       |       |
|  | Checoslovaquia         |                      | 3 de junio − Roma                  | 2     |                              |                              |                      |                      |             |             |  |  |       |       |
|  | Rumania                | 1                    |                                    |       |                              |                              |                      |                      |             |             |  |  |       |       |
|  | Rumania                | 1                    | Checoslovaquia                     | 3     |                              |                              |                      |                      |             |             |  |  |       |       |
|  | 27 de mayo − Bolonia   |                      | Checoslovaquia                     | 3     |                              |                              |                      |                      |             |             |  |  |       |       |
|  |                        | Alemania             | 1                                  |       | Partido por el tercer puesto | Partido por el tercer puesto |                      |                      |             |             |  |  |       |       |
|  | Suecia                 | Alemania             | 1                                  | 3     | Partido por el tercer puesto | Partido por el tercer puesto |                      |                      |             |             |  |  |       |       |
|  | Suecia                 | 31 de mayo − Milán   | 31 de mayo − Milán                 | 3     |                              |                              | 7 de junio − Nápoles | 7 de junio − Nápoles |             |             |  |  |       |       |
|  | Argentina              | 31 de mayo − Milán   | 31 de mayo − Milán                 | 2     |                              |                              | 7 de junio − Nápoles | 7 de junio − Nápoles |             |             |  |  |       |       |
|  | Argentina              | Suecia               | 1                                  | 2     | Austria                      | 2                            |                      |                      |             |             |  |  |       |       |
|  | 27 de mayo − Florencia | Suecia               | 1                                  |       | Austria                      | 2                            |                      |                      |             |             |  |  |       |       |
|  |                        | Alemania             | 2                                  |       | Alemania                     | 3                            |                      |                      |             |             |  |  |       |       |
|  | Alemania               | Alemania             | 2                                  | 5     | Alemania                     | 3                            |                      |                      |             |             |  |  |       |       |
|  | Alemania               |                      |                                    | 5     |                              |                              |                      |                      |             |             |  |  |       |       |
|  | Bélgica                | 2                    |                                    |       |                              |                              |                      |                      |             |             |  |  |       |       |
|  | Bélgica                | 2                    |                                    |       |                              |                              |                      |                      |             |             |  |  |       |       |

### Octavos de final
| 27 de mayo de 1934, 16:30 | Suecia                       | 3:2 (1:1) | Argentina              | Stadio del Littoriale, Bolonia                          |                                                         |
|                           | Jonasson 9', 67' · Kroon 79' | Reporte   | Belis 4' · Galateo 48' | Asistencia: 14 000 espectadores Árbitro(s): Erwin Braun | Asistencia: 14 000 espectadores Árbitro(s): Erwin Braun |

| 27 de mayo de 1934, 16:30 | Alemania                                           | 5:2 (1:2) | Bélgica           | Stadio Giovanni Berta, Florencia                           |                                                            |
|                           | Kobierski 25' · Siffling 49' · Conen 66', 70', 87' | Reporte   | Voorhoof 29', 43' | Asistencia: 8000 espectadores Árbitro(s): Francesco Mattea | Asistencia: 8000 espectadores Árbitro(s): Francesco Mattea |

| 27 de mayo de 1934, 16:30 | Suiza                           | 3:2 (2:1) | Países Bajos         | Stadio San Siro, Milán                                  |                                                         |
|                           | Kielholz 7', 43' · Abegglen 66' | Reporte   | Smit 29' · Vente 69' | Asistencia: 33 000 espectadores Árbitro(s): Ivan Eklind | Asistencia: 33 000 espectadores Árbitro(s): Ivan Eklind |

| 27 de mayo de 1934, 16:30 | Checoslovaquia        | 2:1 (0:1) | Rumania   | Stadio del Littorio, Trieste                            |                                                         |
|                           | Puč 50' · Nejedlý 67' | Reporte   | Dobay 11' | Asistencia: 9000 espectadores Árbitro(s): Jean Langenus | Asistencia: 9000 espectadores Árbitro(s): Jean Langenus |

| 27 de mayo de 1934, 16:30 | Hungría                                  | 4:2 (2:2) | Egipto         | Stadio Giorgio Ascarelli, Nápoles                            |                                                              |
|                           | Teleki 11' · Toldi 31', 61' · Vincze 53' | Reporte   | Fawzi 35', 39' | Asistencia: 9000 espectadores Árbitro(s): Rinaldo Barlassina | Asistencia: 9000 espectadores Árbitro(s): Rinaldo Barlassina |

| 27 de mayo de 1934, 16:30                                                           | Austria                                | 3:2 (1:1, 1:1) (t. s.) | Francia                            | Stadio Benito Mussolini, Turín                                   |                                                                  |
|                                                                                     | Sindelar 44' · Schall 93' · Bican 109' | Reporte                | Nicolas 18' · Verriest 116' (pen.) | Asistencia: 16 000 espectadores Árbitro(s): Johannes van Moorsel | Asistencia: 16 000 espectadores Árbitro(s): Johannes van Moorsel |
| Primer partido en que se jugó tiempo suplementario en la historia de los mundiales. |                                        |                        |                                    |                                                                  |                                                                  |

| 27 de mayo de 1934, 16:30 | España                                  | 3:1 (3:0) | Brasil       | Stadio Luigi Ferraris, Génova                             |                                                           |
|                           | Iraragorri 18' (pen.) 25' · Lángara 29' | Reporte   | Leônidas 55' | Asistencia: 21 000 espectadores Árbitro(s): Alfred Birlem | Asistencia: 21 000 espectadores Árbitro(s): Alfred Birlem |

| 27 de mayo de 1934, 16:30 | Italia                                                            | 7:1 (3:0) | Estados Unidos | Stadio Nazionale PNF, Roma                              |                                                         |
|                           | Schiavio 18', 29', 64' · Orsi 20', 69' · Ferrari 63' · Meazza 90' | Reporte   | Donelli 57'    | Asistencia: 25 000 espectadores Árbitro(s): René Mercet | Asistencia: 25 000 espectadores Árbitro(s): René Mercet |

### Cuartos de final
| 31 de mayo de 1934, 16:30 | Alemania         | 2:1 (0:0) | Suecia     | Stadio San Siro, Milán                                       |                                                              |
|                           | Hohmann 60', 63' | Reporte   | Dunker 82' | Asistencia: 3000 espectadores Árbitro(s): Rinaldo Barlassina | Asistencia: 3000 espectadores Árbitro(s): Rinaldo Barlassina |

| 31 de mayo de 1934, 16:30 | Checoslovaquia                          | 3:2 (1:1) | Suiza                     | Stadio Benito Mussolini, Turín                            |                                                           |
|                           | Svoboda 24' · Sobotka 49' · Nejedlý 82' | Reporte   | Kielholz 12' · Jaeggi 78' | Asistencia: 12 000 espectadores Árbitro(s): Alois Beranek | Asistencia: 12 000 espectadores Árbitro(s): Alois Beranek |

| 31 de mayo de 1934, 16:30 | Austria                  | 2:1 (1:0) | Hungría           | Stadio del Littoriale, Bolonia                               |                                                              |
|                           | Horvath 8' · Zischek 51' | Reporte   | Sárosi 60' (pen.) | Asistencia: 23 000 espectadores Árbitro(s): Francesco Mattea | Asistencia: 23 000 espectadores Árbitro(s): Francesco Mattea |

| 31 de mayo de 1934, 16:30                      | Italia      | 1:1 (1:1, 1:1) (t. s.) | España       | Stadio Giovanni Berta, Florencia                       |                                                        |
|                                                | Ferrari 44' | Reporte                | Regueiro 30' | Asistencia: 35 000 espectadores Árbitro(s): Luis Baert | Asistencia: 35 000 espectadores Árbitro(s): Luis Baert |
| Primer empate en la historia de los Mundiales. |             |                        |              |                                                        |                                                        |

Desempate
| 1 de junio de 1934, 16:30 | Italia     | 1:0 (1:0) | España | Stadio Giovanni Berta, Florencia                        |                                                         |
|                           | Meazza 11' | Reporte   |        | Asistencia: 43 000 espectadores Árbitro(s): Rene Mercet | Asistencia: 43 000 espectadores Árbitro(s): Rene Mercet |

### Semifinales
| 3 de junio de 1934, 16:30 | Checoslovaquia        | 3:1 (1:0) | Alemania  | Stadio Nazionale PNF, Roma                                     |                                                                |
|                           | Nejedlý 21', 69', 80' | Reporte   | Noack 62' | Asistencia: 15 000 espectadores Árbitro(s): Rinaldo Barlassina | Asistencia: 15 000 espectadores Árbitro(s): Rinaldo Barlassina |

| 3 de junio de 1934, 16:30 | Italia     | 1:0 (1:0) | Austria | Stadio San Siro, Milán                                  |                                                         |
|                           | Guaita 19' | Reporte   |         | Asistencia: 35 000 espectadores Árbitro(s): Ivan Eklind | Asistencia: 35 000 espectadores Árbitro(s): Ivan Eklind |

### Tercer lugar
| 7 de junio de 1934, 18:00 | Alemania                   | 3:2 (3:1) | Austria                 | Stadio Giorgio Ascarelli, Nápoles                        |                                                          |
|                           | Lehner 1', 42' · Conen 27' | Reporte   | Horvath 28' · Sesta 54' | Asistencia: 7000 espectadores Árbitro(s): Albino Carraro | Asistencia: 7000 espectadores Árbitro(s): Albino Carraro |

### Final
| 10 de junio de 1934, 17:30 | Italia                  | 2:1 (1:1, 1:0) (t. s.) | Checoslovaquia | Stadio Nazionale PNF, Roma                              |                                                         |
| | Orsi 81' · Schiavio 95' | Reporte                | Puč 71'        | Asistencia: 55 000 espectadores Árbitro(s): Ivan Eklind | Asistencia: 55 000 espectadores Árbitro(s): Ivan Eklind |
| Es la primera final en que se disputa tiempo suplementario. Italia es el segundo país que debuta en la Copa Mundial y sale campeón. Italia es la primera selección de Europa en salir campeón del mundo. |                         |                        |                |                                                         |                                                         |

|                            |
|                            |
| Campeón Italia 1.er título |

## Estadísticas
En la siguiente tabla se suman 2 puntos por partido ganado y 1 por partido empatado.
| Equipo | Equipo         | Pts | PJ | PG | PE | PP | GF | GC | Dif | Rend   |
| ------ | -------------- | --- | -- | -- | -- | -- | -- | -- | --- | ------ |
| 1      | Italia         | 9   | 5  | 4  | 1  | 0  | 12 | 3  | +9  | 90,0 % |
| 2      | Checoslovaquia | 6   | 4  | 3  | 0  | 1  | 9  | 6  | +3  | 75,0 % |
| 3      | Alemania       | 6   | 4  | 3  | 0  | 1  | 11 | 8  | +3  | 75,0 % |
| 4      | Austria        | 4   | 4  | 2  | 0  | 2  | 7  | 7  | 0   | 50,0 % |
| 5      | España         | 3   | 3  | 1  | 1  | 1  | 4  | 3  | +1  | 50,0 % |
| 6      | Hungría        | 2   | 2  | 1  | 0  | 1  | 5  | 4  | +1  | 50,0 % |
| 7      | Suiza          | 2   | 2  | 1  | 0  | 1  | 5  | 5  | 0   | 50,0 % |
| 8      | Suecia         | 2   | 2  | 1  | 0  | 1  | 4  | 4  | 0   | 50,0 % |
| 9      | Argentina      | 0   | 1  | 0  | 0  | 1  | 2  | 3  | –1  | 0,0 %  |
| 9      | Francia        | 0   | 1  | 0  | 0  | 1  | 2  | 3  | –1  | 0,0 %  |
| 9      | Países Bajos   | 0   | 1  | 0  | 0  | 1  | 2  | 3  | –1  | 0,0 %  |
| 12     | Rumania        | 0   | 1  | 0  | 0  | 1  | 1  | 2  | –1  | 0,0 %  |
| 13     | Egipto         | 0   | 1  | 0  | 0  | 1  | 2  | 4  | –2  | 0,0 %  |
| 14     | Brasil         | 0   | 1  | 0  | 0  | 1  | 1  | 3  | –2  | 0,0 %  |
| 15     | Bélgica        | 0   | 1  | 0  | 0  | 1  | 2  | 5  | –3  | 0,0 %  |
| 16     | Estados Unidos | 0   | 1  | 0  | 0  | 1  | 1  | 7  | –6  | 0,0 %  |

## Reconocimientos

### Goleadores
| Jugador          | Selección      | Goles |
| ---------------- | -------------- | ----- |
| Oldřich Nejedlý  | Checoslovaquia | 5     |
| Edmund Conen     | Alemania       | 4     |
| Angelo Schiavio  | Italia         | 4     |
| Leopold Kielholz | Suiza          | 3     |
| Raimundo Orsi    | Italia         | 3     |

### Equipo estelar
| Porteros       | Defensores                         | Mediocampistas                                 | Delanteros                                                                     |
| -------------- | ---------------------------------- | ---------------------------------------------- | ------------------------------------------------------------------------------ |
| Ricardo Zamora | Eraldo Monzeglio Jacinto Quincoces | Luis Monti Attilio Ferraris Leonardo Cilaurren | Giuseppe Meazza Raimundo Orsi Enrique Guaita Oldřich Nejedlý Matthias Sindelar |

## Miscelánea

### Impacto en el fútbol italiano

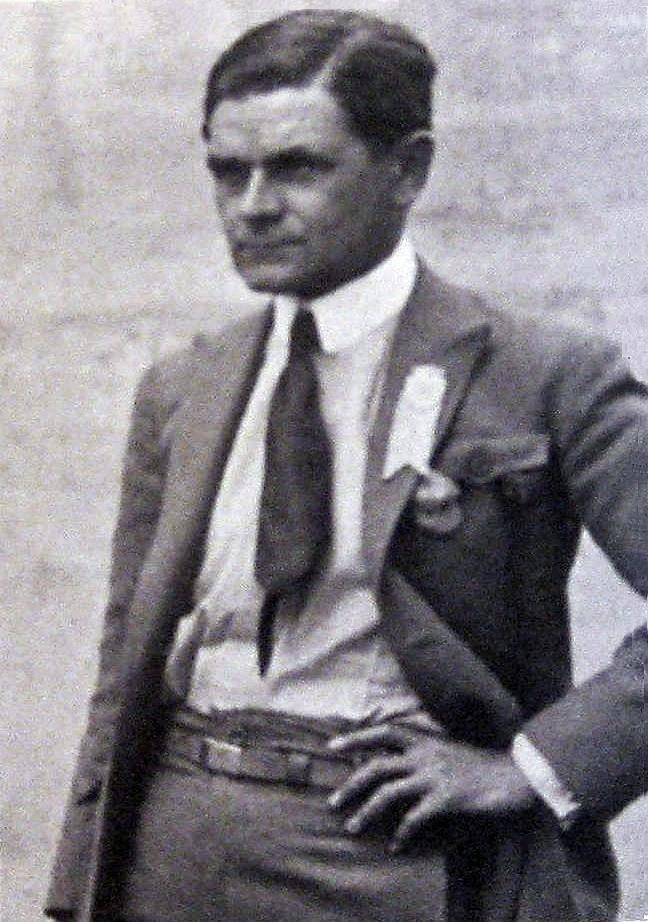
Vittorio Pozzo, seleccionador de Italia en la Copa Mundial de 1934

La victoria de Italia en la Copa Mundial supuso un punto de inflexión para el fútbol nacional, que había crecido mucho en los últimos años gracias al trabajo de Vittorio Pozzo, en el cargo desde 1929. El seleccionador introdujo una nueva táctica, basada en el modelo de pirámide de la época (2 defensas, 3 mediocentros y 5 delanteros), por el que dejaba dos centrales escalonados en el área, retrasaba la posición de los centrocampistas de banda y daba protagonismo en ataque a los interiores. El llamado «Método» sentó las bases del fútbol defensivo actual.
La selección italiana siguió ganando títulos durante la década de 1930 y asumió un papel de potencia mundial, con una generación de grandes futbolistas liderada por Giuseppe Meazza. Seis meses después de su victoria, la azzurra se enfrentó a Inglaterra en la llamada «Batalla de Highbury» y, aunque perdió por 3-2, su actuación sirvió para cuestionar el tradicional dominio británico. En 1936 ganó la medalla de oro en los Juegos Olímpicos de Berlín con un equipo formado por estudiantes. Y en la Copa Mundial de Fútbol de 1938 consiguieron revalidar el título, apostando siempre por la seguridad defensiva. Pozzo se mantuvo como seleccionador hasta 1948.
Los logros de Italia recibieron una notable cobertura en los medios de comunicación nacionales, que convirtieron a este deporte en un fenómeno de masas.

### Controversia
En el plano negativo, se suele recordar la Copa Mundial de 1934 como uno de los mayores ejemplos del uso político del deporte. El gobierno del dictador Benito Mussolini quería mostrar los supuestos logros que el fascismo italiano había alcanzado durante sus 12 años de mando. Eso se reflejó en todas las facetas del torneo, sin que la FIFA pudiera evitarlo. El país se llenó de carteles alegóricos, con futbolistas haciendo el saludo fascista, y los partidos de la selección italiana contaban con la presencia de destacados miembros del Gobierno y de la Milicia Voluntaria para la Seguridad Nacional (los «camisas negras»), con un efecto intimidatorio entre los rivales. Las presiones llegaron al seno de la selección: Vittorio Pozzo recibía telegramas donde se le instaba a la victoria y gente como Luis Monti sintió miedo ante las consecuencias de una posible derrota.
La Federación Italiana de Fútbol (FIGC) logró convencer a cinco futbolistas sudamericanos de ascendencia italiana para que jugasen por Italia, siendo los casos más notables Luis Monti, finalista en la Copa Mundial de 1930 con Argentina, y Raimundo Orsi, autor del primer gol de Italia en la final. Según explica el periodista español Alfredo Relaño en su libro Tantos mundiales, tantas historias, la FIGC había violado el reglamento de la FIFA de la época; este establecía que «el jugador que haya representado a una Asociación Nacional en partido internacional no será calificado para representar a otra Asociación sino después de un plazo de tres años de residencia en el territorio de su nueva Asociación».[cita requerida] Monti y Demaría habían sido internacionales con Argentina en julio de 1931 y para entonces no cumplían tres años en Europa. Aun así, la FIFA les permitió jugar.
Algunos medios e historiadores aseguran que el Gobierno de Mussolini influyó para que los árbitros fuesen benévolos con Italia. Una de las actuaciones más polémicas se dio en el partido de desempate de cuartos de final contra España, donde el colegiado suizo René Mercet anuló dos goles españoles y concedió el de Giuseppe Meazza cuando presuntamente hizo falta al guardameta en el remate. Tiempo después se supo que la Asociación Suiza de Fútbol le había sancionado a perpetuidad como consecuencia de esa mala actuación.
La labor en la final del árbitro sueco Ivan Eklind y del asistente belga Louis Baert fue también muy criticada, pero ambos siguieron trabajando e incluso fueron invitados a la Copa Mundial de Fútbol de 1938.